# Jamie Flatters
Jamie Flatters (Londen, 7 juli 2000) is een Brits acteur.
Flatters raakte als kind voor het eerst geïnteresseerd in acteren. Na optredens in het theater verscheen hij als jeugdacteur in Britse televisieproducties. Korte tijd later werd hij gecast voor de rol van Neteyam, de oudste zoon van Jake Sully en Neytiri in de sciencefictionfilm Avatar: The Way of Water (2022).

## Filmografie

### Film
| Jaar | Titel                        | Rol              | Opmerkingen |
| ---- | ---------------------------- | ---------------- | ----------- |
| 2020 | De Slag om de Schelde        | William Sinclair |             |
| 2022 | The School for Good and Evil | Tedros           |             |
| 2022 | Avatar: The Way of Water     | Neteyam Sully    |             |

### Televisie
| Jaar      | Titel       | Rol          | Opmerkingen     |
| --------- | ----------- | ------------ | --------------- |
| 2015-2016 | So Awkward  | Matt Furnish | 26 afleveringen |
| 2016      | Flat TV     | Kieran       | Afl. "Nemesis"  |
| 2017-2020 | Liar        | Luke Earlham | 10 afleveringen |
| 2021      | Close to Me | Owen         | 4 afleveringen  |